# جواد کریمی قدوسی
جواد كريمي قدوسي (مواليد 1344 في مشهد) كان سياسيًا إيرانيا مثل مشهد في الدورة العاشرة لمجلس الشورى الإسلامي. شغل سابقًا منصب ممثل مشهد في الدورة الثامنة والتاسعة لمجلس الشورى الإسلامي. كريمي قدوسي لديه توجه أصولي ويعتبر عضوا في جبهة الاستدامة. 

## معارضة حكومة روحاني
- دعا كريمي قدوسي إلى تنحية حسن روحاني قبل أيام قليلة من يوم الانتخابات، بعد الموافقة على المرشحين وبدء الحملة الانتخابية في يونيو 1992. جاء هذا الطلب في وقت كان فيه روحاني يحصد الأصوات في استطلاعات الرأي. مع تنصيب الحكومة ال 11، كان جواد كريمي قدوسي في طليعة المعارضين لأداء هذه الحكومة. وتعتبر بعض وكالات الأنباء معارضة مقترح ولاة وزارة الداخلية لمحافظة خراسان رضوي خلال الحكومة الحادية عشرة، أحد أسباب بداية سلوك القدوسي، الأمر الذي أدى إلى معارضة قدوسي. في الذكرى الأولى لتنصيب الحكومة الحادية عشرة، اتهم كريمي القدوسي روحاني في بيان «بإعطاء بريطانيا معلومات فقهية مهمة». كما قدر ميزانية وسائل الإعلام الداعمة لروحاني بـ «مئات الآلاف من مليارات تومان». وكان كريمي قدوسي من الشخصيات البارزة في مؤتمر «القلق» الذي عقد لانتقاد السياسات النووية للحكومة ال 11. وفي 26 تموز (يوليو)، اتهم في المهدية في مشهد الحكومة الـ 11 بالإطاحة بها، قائلاً: «فك رموز شعار الاعتدال مهم لأن الاعتدال غطاء لإسقاط النظام». «الأسرار التي تقف وراء تيار الاعتدال هي ما نراه الآن، وإذا حدث تيار الفتنة المؤسف، فإن شعار الاعتدال بهدف قلب النظام قد عين عناصر فتنة في مناصب حكومية».[3]

## الصراع مع ظريف في جلسة مغلقة للبرلمان
وفي لقاء حضره محمد جواد ظريف بعد إعلان لوزان في 6 أبريل 1994، بعد تبادل وجهات النظر، ناقش كريمي القدوسي فوردو ونطنز، مشيرا إلى أن الزعيم اجتمع في اجتماع خاص لمناقشة إجراءات الوزارة. وقد أدلى وزير الخارجية ووزير الخارجية نفسه بهذه الملاحظات.

## المطالبات المرفوضة
ونفى آخرون مزاعم كريمي قدوسي مرارًا وتكرارًا.
- نفت وزارة الخارجية مزاعم اعتقال جاسوس في فريق التفاوض محمد رضا خباز ينفي ادعاء كريمي قدوسي «براءة الأنصاري من الفتنة» ادعاء كريمي قدوسي عن «تصريحات هاشمي رفسنجاني ضد الحكومة» دحضها قدرت الله عليخاني. نفي تقليد صوت حسين فريدون وخداع نائب الرئيس لشؤون المرأة والأسرة من قبل وكيلة العلاقات العامة لشؤون المرأة والأسرة زيف خطة الطوارئ الثلاثية لوقف المباحثات النووية من قبل أعضاء مجلس النواب رفض المدعي العام لديوان المحاسبة ادعاء قرار ديوان المحاسبة بإقالة وزير الاقتصاد في الحكومة الحادية عشرة والناطق الرسمي باسم الحكومة نفي ادعاء وزارة الخارجية بالاتفاقية الأسبوعية الإيرانية الأمريكية في مارس 1995. ووصفت وزارة الخارجية مزاعمه بأنها لا أساس لها من الصحة، ومثيرة للسخرية، ومثال آخر على افتراءه الشخصي. نفى وزير الخارجية الإيراني محمد جواد ظريف مراسلات العلاقات العامة لوزارة الخارجية الأمريكية مع وزير الخارجية الأمريكي في مارس 1995. وقال جواد ظريف ردا على التصريحات «إنها كذبة مئة بالمئة». لا توجد رسائل، ولا رسائل، ولا هاتف، ولا بريد إلكتروني، ولا رسالة نصية، ولا رسالة، ولا «رسالة». «فقط أحلام اليقظة». نفي المزاعم حول شركة النفط الوطنية الإيرانية في عهد بيجان نمدار زنغنه التي تم الرد على مزاعمها بحضور زنغنه في البرلمان. إنكار الادعاءات المتعلقة بالعلاقة الأسرية لمرشح عدنان خاشجيشي مع بيجان نمدار زنغنه؛ وزير النفط في الحكومة الثانية عشرة. كريمي قدوسي، الذي كان يدعي أنه وراء كواليس السياسة والسلطة في إيران وحتى في العالم لسنوات عديدة، لم يقم حتى بإجراء بحث بسيط على الإنترنت لمعرفة أنه لا توجد صلة عائلية بين وزير النفط وعدنان. زوجة خاشجي. زوجة هذا الملياردير السعودي هي في الواقع ابنة بيري زنكنه، أحد مشاهير فناني الموسيقى الإيرانية. هذه العائلة من أصل كاشاني، بينما بيجان زنغنه من كرمانشاه.

## الاستفسارات المعتمدة
- قائمة ممثلي الدورة الثامنة لمجلس الشورى الإسلامي
- قائمة ممثلي الدورة التاسعة لمجلس الشورى الإسلامي
- نصرالله بجمنفار
- سيد امير حسين غازي زاده هاشمي
- محمدحسین حسین‌زاده بحرینی
- مصادرفاطمة رحماني